# Quimby
|  | Per a altres significats, vegeu «Edith Quimby». |

Quimby és una població dels Estats Units a l'estat d'Iowa. Segons el cens del 2000 tenia 368 habitants.

## Demografia
Segons el cens del 2000, Quimby tenia 368 habitants, 151 habitatges, i 106 famílies. La densitat de població era de 346,6 habitants/km².
Dels 151 habitatges en un 31,1% hi vivien nens de menys de 18 anys, en un 55% hi vivien parelles casades, en un 9,9% dones solteres, i en un 29,8% no eren unitats familiars. En el 27,2% dels habitatges hi vivien persones soles el 14,6% de les quals corresponia a persones de 65 anys o més que vivien soles. El nombre mitjà de persones vivint en cada habitatge era de 2,44 i el nombre mitjà de persones que vivien en cada família era de 2,89.
Per edats la població es repartia de la següent manera: un 28,5% tenia menys de 18 anys, un 8,7% entre 18 i 24, un 23,6% entre 25 i 44, un 22,8% de 45 a 60 i un 16,3% 65 anys o més.
L'edat mediana era de 38 anys. Per cada 100 dones de 18 o més anys hi havia 92 homes.
La renda mediana per habitatge era de 25.625$ i la renda mediana per família de 32.917$. Els homes tenien una renda mediana de 26.607$ mentre que les dones 19.250$. La renda per capita de la població era de 13.017$. Entorn del 8,4% de les famílies i el 9,2% de la població estaven per davall del llindar de pobresa.

## Poblacions properes
El següent diagrama mostra les poblacions més properes.